# NGC 855
NGC 855 je galaksija u zviježđu Trokut.

## Vanjske poveznice
- SEDS: NGC 855